# Palophagus bunyae
Palophagus bunyae es una especie de coleóptero de la familia Megalopodidae.

## Distribución geográfica
Habita en Queensland (Australia).